# The Voice (chương trình truyền hình Mỹ)
The Voice là một chương trình truyền hình thực tế về cuộc thi âm nhạc của Mỹ, được phát sóng lần đầu tiên trên kênh NBC vào ngày 26 tháng 4 năm 2011 và được sản xuất dựa theo bản nhượng quyền từ chương trình truyền hình The Voice of Holland của Hà Lan. Chương trình đã phát sóng 25 mùa, nhằm mục đích tìm kiếm tài năng về ca hát mà chưa được ký kết (solo hoặc song ca, chuyên nghiệp và nghiệp dư), họ cùng nhau tranh tài từ những buổi thử giọng. Thí sinh tham gia ít nhất phải đủ 13 tuổi mới được tham gia cuộc thi.
Quán quân được xác định bởi khán giả bình chọn qua điện thoại, internet, tin nhắn SMS, hay chọn mua phần trình diễn giọng hát của các thí sinh được ghi âm trên cửa hàng iTunes Store. Quán quân sẽ nhận được 100.000 đô la Mỹ và một hợp đồng thu âm với Universal Music Group khi giành chiến thắng cuộc thi. Những người chiến thắng trong 24 mùa giải là: Javier Colon, Jermaine Paul, Cassadee Pope, Danielle Bradbery, Tessanne Chin, Josh Kaufman, Craig Wayne Boyd, Sawyer Fredericks, Jordan Smith, Alisan Porter, Sundance Head, Chris Blue, Chloe Kohanski, Brynn Cartelli, Chevel Shepherd, Maelyn Jarmon, Jake Hoot, Todd Tilghman, Carter Rubin, Cam Anthony, Girl Named Tom, Bryce Leatherwood, Gina Miles, và Huntley. Những thí sinh không chiến thắng nhưng gặt hái thành công trên bảng xếp hạng Billboard như: Morgan Wallen, Melanie Martinez, Libianca, Christina Grimmie, Loren Allred, Nicolle Galyon, Koryn Hawthorne và Fousheé.
Chương trình gồm bốn huấn luyện viên, họ đánh giá màn trình diễn của các thí sinh và dẫn dắt đội của mình cùng các thí sinh đã được chọn trong suốt mùa giải. Huấn luyện viên cùng các thí sinh cạnh tranh với nhau để giành chiến thắng cuộc thi. Những mùa đầu tiên có sự góp mặt của 4 huấn luyện viên: Christina Aguilera, CeeLo Green, Adam Levine và Blake Shelton; mùa thứ 25 (mùa mới nhất) có những huấn luyện viên như sau: John Legend, Chance the Rapper, Reba McEntire và Dan + Shay. Các huấn luyện viên mùa trước đó gồm Shakira, Usher, Gwen Stefani, Pharrell Williams, Miley Cyrus, Alicia Keys, Kelly Clarkson, Jennifer Hudson, Nick Jonas, Ariana Grande, Camila Cabello và Niall Horan.

## Tổng quan
Là bản chuyển thể của chương trình The Voice of Holland của Hà Lan, NBC đã công bố chương trình với tên là The Voice of America vào tháng 12 năm 2010; tên của chương trình nhanh chóng được rút ngắn thành The Voice do trùng tên với với một đài phát thanh và tin tức nổi tiếng của Hoa Kỳ: Voice of America. Trong mỗi mùa giải, quán quân nhận được 100.000 đô la Mỹ và một hợp đồng thu âm với Universal Republic Records (mùa 1 và 2), hay Universal Music Group (mùa 3 – đến nay).

### Huấn Luyện Viên và Thí sinh
| N    | #  | Quán quân         | Á quân            | Giải ba              | Giải tư           | Giải năm       | HLV chiến thắng    |
| ---- | -- | ----------------- | ----------------- | -------------------- | ----------------- | -------------- | ------------------ |
| 2011 | 1  | Javier Colon      | Dia Frampton      | Vicci Martinez       | Vicci Martinez    | —              | Adam Levine        |
| 2011 | 1  | Javier Colon      | Dia Frampton      | Beverly McClellan    |                   | —              | Adam Levine        |
| 2012 | 2  | Jermaine Paul     | Juliet Simms      | Tony Lucca           | Chris Mann        | —              | Blake Shelton      |
| 2012 | 3  | Cassadee Pope     | Terry McDermott   | Nicholas David       | —                 | —              | Blake Shelton      |
| 2013 | 4  | Danielle Bradbery | Michelle Chamuel  | The Swon Brothers    | —                 | —              | Blake Shelton      |
| 2013 | 5  | Tessanne Chin     | Jacquie Lee       | Will Champlin        | —                 | —              | Adam Levine        |
| 2014 | 6  | Josh Kaufman      | Jake Worthington  | Christina Grimmie    | —                 | —              | Usher              |
| 2014 | 7  | Craig Wayne Boyd  | Matt McAndrew     | Chris Jamison        | Damien            | —              | Blake Shelton      |
| 2015 | 8  | Sawyer Fredericks | Meghan Linsey     | Joshua Davis         | Koryn Hawthorne   | —              | Pharrell Williams  |
| 2015 | 9  | Jordan Smith      | Emily Ann Roberts | Barrett Baber        | Jeffery Austin    | —              | Adam Levine        |
| 2016 | 10 | Alisan Porter     | Adam Wakefield    | Hannah Huston        | Laith Al-Saadi    | —              | Christina Aguilera |
| 2016 | 11 | Sundance Head     | Billy Gilman      | Wé McDonald          | Josh Gallagher    | —              | Blake Shelton      |
| 2017 | 12 | Chris Blue        | Lauren Duski      | Aliyah Moulden       | Jesse Larson      | —              | Alicia Keys        |
| 2017 | 13 | Chloe Kohanski    | Addison Agen      | Brooke Simpson       | Red Marlow        | —              | Blake Shelton      |
| 2018 | 14 | Brynn Cartelli    | Britton Buchanan  | Kyla Jade            | Spensha Baker     | —              | Kelly Clarkson     |
| 2018 | 15 | Chevel Shepherd   | Chris Kroeze      | Kirk Jay             | Kennedy Holmes    | —              | Kelly Clarkson     |
| 2019 | 16 | Maelyn Jarmon     | Gyth Rigdon       | Dexter Roberts       | Andrew Sevener    | —              | John Legend        |
| 2019 | 17 | Jake Hoot         | Ricky Duran       | Katie Kadan          | Rose Short        | —              | Kelly Clarkson     |
| 2020 | 18 | Todd Tilghman     | Toneisha Harris   | Thunderstorm Artis   | CammWess          | Micah Iverson  | Blake Shelton      |
| 2020 | 19 | Carter Rubin      | Jim Ranger        | Ian Flanigan         | DeSz              | John Holiday   | Gwen Stefani       |
| 2021 | 20 | Cam Anthony       | Kenzie Wheeler    | Jordan Matthew Young | Rachel Mac        | Victor Solomon | Blake Shelton      |
| 2021 | 21 | Girl Named Tom    | Wendy Moten       | Paris Winningham     | Hailey Mia        | Jershika Maple | Kelly Clarkson     |
| 2022 | 22 | Bryce Leatherwood | bodie             | Morgan Myles         | Omar Jose Cardona | Brayden Lape   | Blake Shelton      |
| 2023 | 23 | Gina Miles        | Grace West        | D.Smooth             | Sorelle           | NOIVAS         | Niall Horan        |
| 2023 | 24 | Huntley           | Ruby Leigh        | Mara Justine         | Jacquie Roar      | Lila Forde     | Niall Horan        |
| 2024 | 25 | Asher HaVon       | Josh Sanders      | Bryan Olesen         | Nathan Chester    | Karen Waldrup  | Reba McEntire      |
| 2024 | 26 | Mùa hiện tại      | Mùa hiện tại      | Mùa hiện tại         | Mùa hiện tại      | Mùa hiện tại   | Mùa hiện tại       |

### Định dạng
Một mùa thi sẽ lần lượt diễn tiến qua ba giai đoạn: giai đoạn thử giọng giấu mặt, giai đoạn song ca đấu loại trực tiếp, và các vòng thi biểu diễn trực tiếp.

#### Vòng giấu mặt
Bốn giảm khảo/giảng viên đều là người nổi tiếng sẽ chọn ra các thành viên cho đội của họ với một tiêu chí cá nhân nào đó từ vòng thử giọng vô hình. Đúng như tên gọi, ở vòng này, các thí sinh đã vượt qua vòng sơ tuyển địa phương (do nhà sản xuất tổ chức và chọn lựa) đứng trên sân khấu và trình diễn. Các giám khảo trong lúc này cũng ngồi hướng về phía khán giả sao cho họ không thể thấy được thí sinh. Nếu giọng hát đó thỏa tiêu chí giám khảo tự đặt ra, giám khảo sẽ nhấn nút 'I WANT YOU' mời thí sinh gia nhập nhóm hát. Nếu chỉ có một giám khảo nhấn nút, thí sinh sẽ mặc định thuộc về nhóm hát của giám khảo đó. Trong trường hợp nhiều giám khảo cùng muốn sở hữu giọng ca đó, quyền quyết định chọn nhóm hát thuộc về thí sinh. Những thí sinh không được giám khảo chọn sẽ chuẩn bị tiếp một tiết mục khán và thuyết phục giám khảo sau như là một cơ hội thứ hai.

#### Đấu loại trực tiếp
Thí sinh vượt qua vòng giấu mặt được giám khảo ghép đôi song đấu. Cả hai sẽ được chỉ dẫn cách trình diễn. Sau màn trình diễn, giám khảo chọn một thí sinh cho vòng tiếp theo và người còn lại bị loại. Những người vượt qua vòng này sẽ tiến vào vòng Tứ kết.

#### Vòng thi truyền hình trực tiếp
Vòng Tứ kết
Mỗi tuần sẽ là một cuộc tranh tài của hai giám khảo. Các thí sinh hát đơn ca trên sân khấu. Tại vòng này, quyền bình chọn của khán giả bắt đầu có hiệu lực. Giám khảo được quyền giữ một thí sinh và Khán giả được quyền giữ lại một thí sinh cho vòng Bán kết.
Vòng Bán kết và Chung kết
Tám thí sinh (bốn giám khảo còn lại 2 thí sinh trong nhóm hát) cùng trình diễn. Giám khảo sẽ cho điểm kín và nộp ngay khi đêm thi kết thúc. 4 thí sinh sẽ bị loại và 4 thí sinh sẽ tiến tới đêm Chung kết. Ngay sau đó, qua sự bình chọn của khán giả, một thí sinh sẽ trở thành Giọng ca của nước Mỹ (The Voice).

### Phát triển, sản xuất và marketing
Từ giữa tháng 12/2010 trong lúc The Voice of Holland đang phát sóng được một nửa chặng đường, NBC tỏ ý muốn mang chương trình này sang Mỹ. Chương trình được đặt tên đầu là The Voice of America, nhưng sau được rút gọn thành The Voice. Cuối tháng 2/2011, NBC xác nhận thành phần ban giám khảo/giảng viên của chương trình. Cee Lo Green và Adam Levine (thủ lĩnh Maroon 5) là người đầu tiên ký kết hợp đồng. Đầu tháng 3, Christina Aguilera xuất hiện. Và Blake Shelton là thành viên chốt ghế ngồi cuối liền sau đó. Carson Daly được chọn dẫn chương trình. Cùng với Alison Haislip là người phụ tránh hậu đài.
NBC thường xuyên quảng bá chương trình thông qua: The Celebrity Apprentice, The Biggest Loser, và 30 Rock.

## Mùa 1: 2011
Mùa thi đầu ra mắt trên kênh NBC ngày 26tháng 4, 2011 và lễ đăng quang diễn ra ngày 29 tháng, 2011 với chiến thắng thuộc về Javier Colon của đội Adam Levine.
| Thứ hạng | Người thể hiện    | Ca khúc             | Kết quả      |
| -------- | ----------------- | ------------------- | ------------ |
| 1        | Javier Colon      | "Stitch by Stitch"  | Chiến thắng  |
| 2        | Dia Frampton      | "Inventing Shadows" | Về nhì       |
| 3        | Vicci Martinez    | "Afraid to Sleep"   | Đồng hạng ba |
| 3        | Beverly McClellan | "Lovesick"          | Đồng hạng ba |

## Mùa 2: 2011-2012
Mùa thi thứ hai của cuộc thi âm nhạc thực tế The Voice do Mỹ sản xuất được lên kế hoạch phát sóng dài hơn bắt đầu từ cuối năm 2011 và kéo dài đến khoảng giữa 2012,[1] bao gồm một số phát sóng đặc biệt ngày 5 tháng 2, 2012 sau trận chung kết Bóng bầu dục Mỹ Super Bowl.[2] Đây là quyết định sau thành công tương đối khả quan của mùa thi đầu diễn ra từ 26 tháng 4 tới 29 tháng 6, 2011.
NBC cũng thông báo chuyển đổi khung giờ của Mùa 2 sang Tối thứ hai hàng tuần từ 8:00-10:00,[3] so với khung giờ Tối thứ ba và tư như trước. Riêng ở châu Á, chương trình được phát trên kênh AXN lúc 8 giờ tối (theo giờ Singapore) thứ Tư hàng tuần, và chiếu lại cùng giờ tối thứ Bảy.
Vòng sơ tuyển dự kiến diễn ra tại Chicago, Tp. New York, San Francisco, Los Angeles, Houston, Atlanta, Nashville, và Orlando vào tháng 7.[4] Đối tượng dự thi bao gồm các thí sinh hát đơn ca và các cặp song ca trình diễn tất cả thể loại nhạc như: pop, rock, R&B, hip-hop, alternative, latin, đồng quê, blues và indie.[4]
Christina Aguilera, Cee Lo Green, Adam Levine và Blake Shelton được mong đợi tái ngộ cuộc chơi.

## Mùa 3: 2012-2013
Mùa thứ ba của chương trình tài năng thực tế Mỹ The Voice công chiếu vào ngày 10 tháng 9 năm 2012 trên kênh NBC. NBC chính thức công bố đổi mới The Voice vào ngày 13 tháng 5 năm 2012 trong thời gian trả trước trình bày 2012-13, với chương trình được quay trở lại hàng loạt.
Cho mùa giải này, mỗi đội đã tăng lên 16 thí sinh, tăng lên so với mùa giải trước chỉ có 12 thí sinh. Ngoài ra, trong vòng chiến đấu, huấn luyện viên đối lập có khả năng ăn cắp các thí sinh đã bị loại bởi các huấn luyện viên ban đầu. Nếu có nhiều hơn một huấn luyện viên muốn đánh cắp thí sinh, các thí sinh sẽ là người đưa ra quyết định HLV nào mà mình muốn làm việc cùng. Mỗi HLV có thể đánh cắp hai thí sinh, có nghĩa là vòng đấu sẽ kết thúc với 10 ca sĩ mỗi đội, chứ không phải là tám. Một hai đêm "vòng đấu loại trực tiếp" mới sẽ bắt đầu sau vòng chiến đấu - nơi mà các huấn luyện viên sẽ giảm đội của họ còn năm thí sinh. Tiếp theo đó là giảm các đội ba từng, với hai hầu hết các bình chọn của người xem lựa chọn, cùng với một sự lựa chọn từ các giám khảo. Sau này, chương trình chuyển sang một định dạng giống với American Idol hay The X Factor, bắt đầu từ 12 đầu và vị trí hàng đầu cho 10, đã nhận được số phiếu bầu người xem nhất (bao gồm cả iTunes tải như bình chọn). Một loạt các chương trình sau cũng được quay và xem trực tiếp trên trang web của NBC sau mỗi show live ở mùa giải này. Trong mùa 3, hai thí sinh của đội Blake Shelton vào trận chung kết hai, do đó đảm bảo cho Shelton là HLV giành chiến thắng lần thứ hai liên tiếp của mình. Ca sĩ Terry McDermott là á quân trong khi Thủ lĩnh của nhóm Hey Monday - Cassadee Pope đã chiến thắng của mùa giải.